# BMW S50
La BMW S50 è una famiglia di motori alternativi a combustione interna alimentati a benzina per uso automobilistico e prodotti tra il 1992 ed il 2001 dalla casa automobilistica tedesca BMW.

## Descrizione

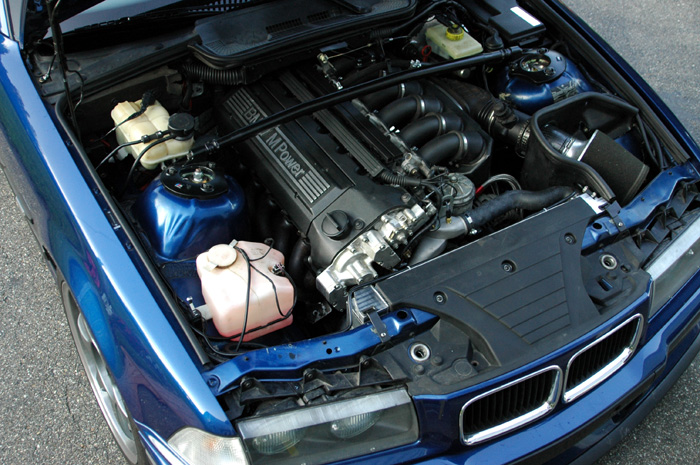
Il motore BMW S50B32 montato su una BMW M3 E36

Si tratta di una famiglia di tre motori ad alte prestazioni che durante gran parte degli anni novanta hanno equipaggiato le sportive M3 e Z3 M sia per il mercato europeo che per quello statunitense.
Derivati dalla famiglia di motori M50, sono tre motori a 6 cilindri in linea, caratterizzati dalla distribuzione a due assi a camme in testa comandati da doppia catena, con quattro valvole per cilindro mosse tramite punterie a bicchiere e con variatore di fase VANOS.
Molte sono state le migliorie apportate a questi motori, rispetto alla famiglia M50 da cui derivano. In primo luogo, la testata è stata rivista per meglio resistere alle maggiori sollecitazioni termiche e meccaniche. Anche i pistoni sono stati rivisitati ed ognuno ha ricevuto un nuovo cielo per ottimizzare la conformazione della camera di scoppio, mentre il mantello dei pistoni stessi è stato rivestito in grafite per ridurre la potenza dissipata in calore.
Di seguito, ecco una breve descrizione di ogni singola versione dei tre motori componenti la famiglia S50.

### S50B30
È il motore che ha equipaggiato le prime M3 E36 prodotte dal 1993 all'inizio del 1995. Ogni cilindro misura 86x85.8 mm in alesaggio e corsa, per una cilindrata complessiva di 2990 cm³. La centralina elettronica preposta all'iniezione è una Bosch Motronic 3.3, e svolge anche un'azione preventiva nei confronti di eventuali battiti in testa, grazie ad una logica di programmazione molto raffinata. L'alimentazione è affidata a 6 farfalle separate, una per cilindro, anch'esse gestite dalla sofisticata centralina.
La potenza massima è di 286 CV a 7000 giri/min, mentre la coppia massima raggiunge i 320 Nm a 3600 giri/min.

### S50B30US
È la versione del 3 litri previsto per le M3 E36 destinate al mercato statunitense. Rispetto alla versione europea, tale versione è molto depotenziato, poiché riesce a raggiungere i 240 CV. In effetti con la versione europea ha molte differenze, riscontrabili per esempio nell'assenza delle sei farfalle, sostituite da un'unica farfalla, analoga a quella dei motori M50. Inoltre cambiano anche la testata, meno prestante, ed il tipo di distribuzione, sempre VANOS, ma anch'essa meno spinta. Infine è differente anche la centralina, una Siemens.

### S50B32

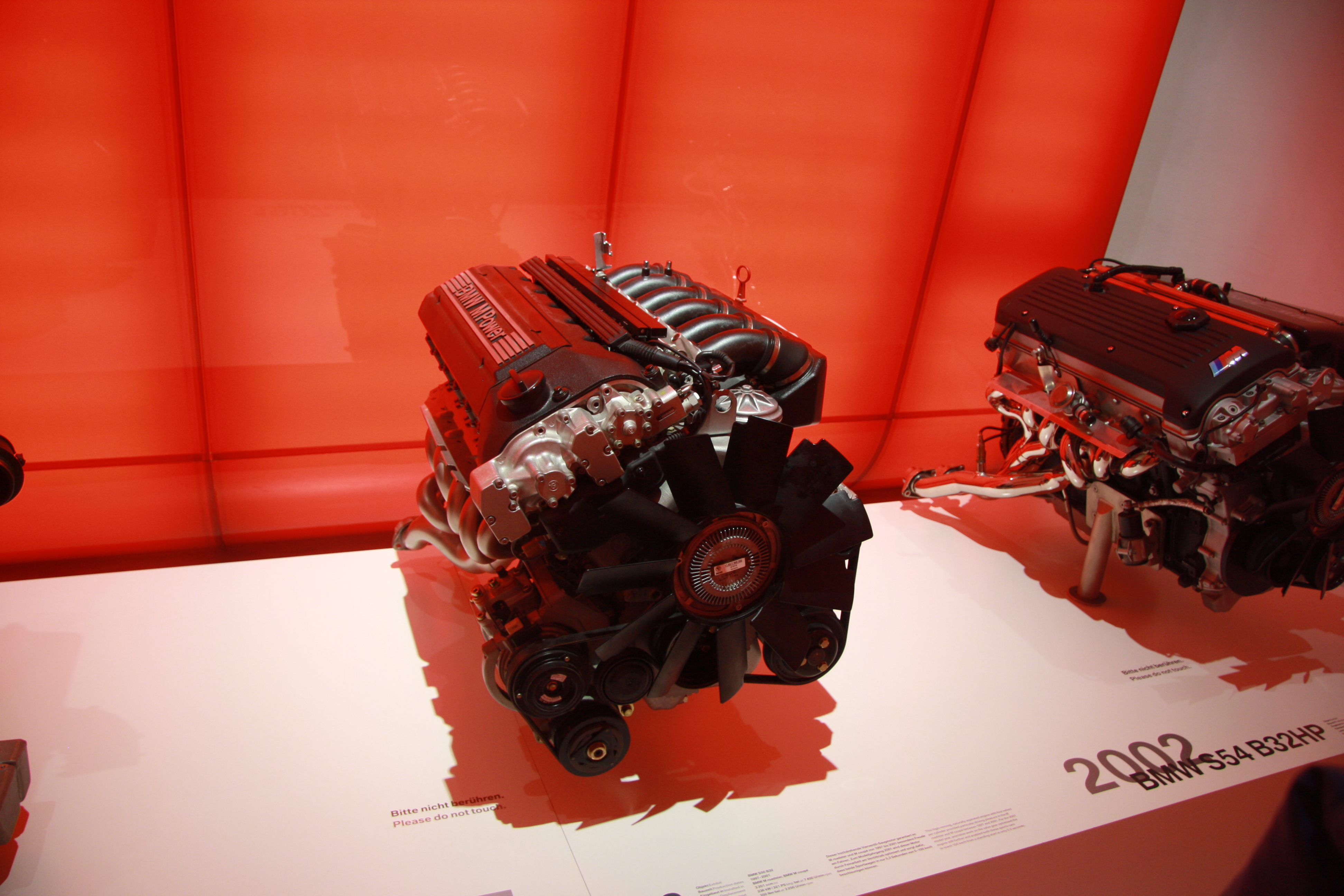
BMW S50B32 al BMW-Museum di Monaco

È un'evoluzione dell'unità S50B30, rispetto alla quale si differenzia in primo luogo per la leggera rialesatura (da 86 ad 86.4 mm) e per il più deciso allungamento della corsa (da 85.8 a 91 mm). La cilindrata totale è salita così a 3201 cm³. Un'altra importante differenza sta nella nuova distribuzione a fasatura variabile bi-VANOS, che coinvolge non solo le valvole di aspirazione, ma anche quelle di scarico.
Sul fronte alimentazione, sono stati montati tre corpi farfallati gemellati al posto dei sei corpi farfallati singoli.
La potenza massima è di 321 CV a 7400 giri/min, mentre la coppia massima raggiunge i 350 N·m a 3250 giri/min.
Questo motore è stato montato su:
- BMW M3 3.2 E36 (1995-99);
- BMW Z3 M Roadster (1997-2000);
- BMW Z3 M Coupé (1998-2000).